# Margaret Maron

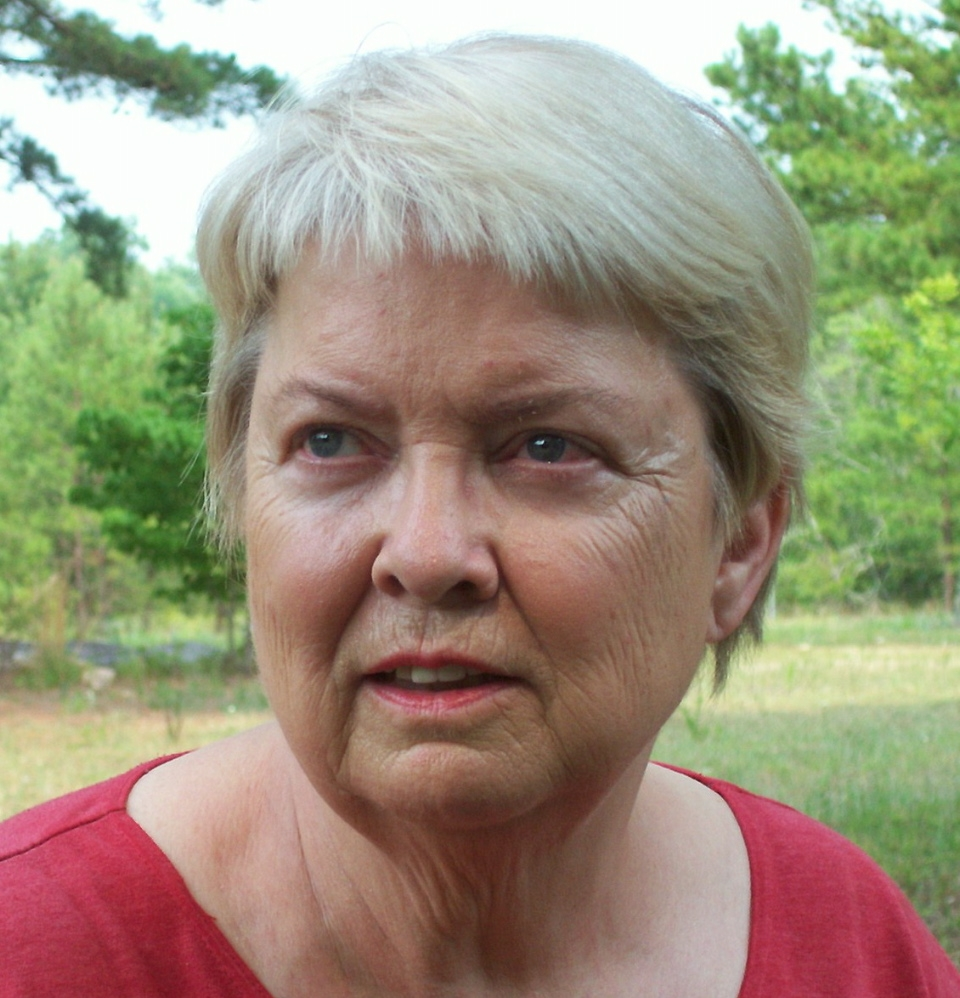
Margaret Maron

Margaret Maron (* 25. August 1938; † 23. Februar 2021) war eine US-amerikanische Krimiautorin.

## Leben
Maron wuchs in North Carolina in der Nähe von Raleigh auf einer kleinen Tabakfarm auf, die sich seit über 100 Jahren im Besitz der Familie befindet. Nach zweijährigem Collegebesuch lernte sie während eines Sommerjobs im Verteidigungsministerium der Vereinigten Staaten ihren Ehemann Joe Maron kennen, einen damaligen Marineoffizier und späteren Künstler. Sie brach ihr Collegestudium ab, lebte mit ihrem Mann eine Zeit lang in Italien und kehrte anschließend mit ihm in dessen Heimat Brooklyn zurück. Nach eigenen Aussagen packte sie jedoch schon bald das Heimweh und es gelang ihr, ihre mittlerweile um einen Sohn angewachsene Familie von einem Leben auf dem Land zu überzeugen. So kehrte sie mit ihrer Familie auf die Farm ihrer Kindheit zurück, wo sie bis zu ihrem Tod lebte.

## Werk
Nach eigenem Bekunden hegte Maron seit frühester Jugend den Wunsch, zu schreiben. Anfänglich verfasste sie Gedichte, merkte aber selbst sehr schnell, dass ihre eigentliche Begabung auf dem Gebiet der Prosa liegt. Schon bald ging sie daher zum Schreiben von Kurzgeschichten über. Zur Form des Kriminalromans fand sie, da in den 1970er Jahren der Markt für Kurzgeschichten übersättigt war.
Bis heute hat Maron zahlreiche Kurzgeschichten und über 20 Kriminalromane geschrieben, die überwiegend vor dem Hintergrund ihrer eigenen Lebenserfahrungen angesiedelt sind. Im Mittelpunkt ihres Werks stehen zwei Figuren: Lieutenant Sigrid Harald, eine eigenwillige Polizistin des New York City Police Department, deren Vater getötet wurde, als sie selbst noch ein Kind war, agiert im Milieu der New Yorker Kunstszene (Sigrid-Harald-Serie). Die Kriminalromane um die Figur der nicht minder dickköpfigen Bezirksanwältin und Richterin Deborah Knott, Tochter eines während der Prohibition berüchtigten Whiskyschmugglers und jüngste Schwester von elf „großen Brüdern“, sind im fiktiven Colleton County in North Carolina angesiedelt und greifen Themen der sich im Wandel befindenden Südstaaten auf, wie etwa die sich ändernde Rolle der Frau, den Status von Homosexuellen oder die zunehmende Industrialisierung einer bis vor kurzem von der Landwirtschaft dominierten ländlichen Region (Deborah-Knott-Serie). 
Kennzeichnend für den Stil Marons sind denn auch weniger actiongeladene Spannungsbögen als vielmehr einfühlsame und bisweilen humorvolle Milieuschilderungen. In ihrer Heimat gilt sie als eine herausragende Vertreterin zeitgenössischer Südstaatenliteratur.
Zahlreiche Kriminalromane und Kurzgeschichten von Maron wurden in andere Sprachen übersetzt, allerdings nur wenige ins Deutsche.

## Auszeichnungen
Ihr erster Kriminalroman der Deborah-Knott-Serie, Bootlegger’s Daughter (dt. Die Schatten des Südens), wurde mit zahlreichen Preisen ausgezeichnet, u. a. mit dem Edgar Award, dem Agatha Award und dem Macavity Award und war im Jahr 1992/1993 auf der Bestsellerliste der Washington Post. Auch viele weitere frühere und spätere Werke von Margaret Maron haben Auszeichnungen erhalten, wie z. B. der im Jahr 2000 erschienene Kriminalroman Storm Track der Deborah-Knott-Serie den Sir Walter Raleigh Award for the Best Novel of the Year im Jahre 2004. 
Margaret Maron war Gründungsmitglied der Sisters in Crime, deren Vorsitz sie von 1989 bis 1990 innehatte. Von 2005 bis 2006 war sie Vorsitzende der Mystery Writers of America. Daneben übte sie eine Reihe weiterer einschlägiger Funktionen und Ämter aus.

## Werke
Sigrid-Harald-Serie:
- One Coffee With (1981)
- Death of a Butterfly (1984)
- Death in Blue Folders (1985)
- The Right Jack (1987)
- Baby Doll Games (1988)
- Corpus Christmas (1989)
- Past Imperfect (1991)
- Fugitive Colors (1995)

Deborah-Knott-Serie:
- Bootlegger's Daughter (1992) (dt. Die Schatten des Südens, Econ 1994)
- Southern Discomfort (1993) (dt. Schleichendes Gift, Econ 1995)
- Shooting at Loons (1994) (dt. Schritte am Strand, Econ 1996)
- Up Jumps the Devil (1996)
- Killer Market (1997)
- Home Fires (1998)
- Storm Track (2000)
- Uncommon Clay (2001)
- Slow Dollar (2002)
- High Country Fall (2004)
- Rituals of the Season (2005)
- Winter’s Child (2006)
- Hard Row (2007)
- Death’s Half-Acre (2008)
- Sand Sharks (2009)
- Christmas Mourning (2010)
- Three-Day Town (2011)
- The Buzzard Table (2012)

Weitere Werke:
- Bloody Kin (1985) (das erste im fiktiven „Colleton County“ angesiedelte Werk)
- Shoveling Smoke (1997) (Kurzgeschichtensammlung)
- Last Lessons of Summer (2003)
- Suitable for Hanging (2004) (weitere Kurzgeschichtensammlung)